# فرودگاه سندپینت
فرودگاه سندپینت (به انگلیسی: Sandpoint Airport) (به زبان بومی: Dave Wall Field) یک فرودگاه همگانی بهره‌برداری هوایی است که یک باند فرود آسفالت دارد و طول باند آن ۱۶۷۷ متر است. این فرودگاه در کشور ایالات متحده آمریکا قرار دارد و در ارتفاع ۶۵۰ متری از سطح دریا واقع شده است.